# Hans Lavater
Hans Lavater (* 24. Februar 1885 in Zürich; † 27. April 1969 ebenda) war ein Schweizer Komponist, Hochschullehrer und Chorleiter.

## Leben und Werk
Hans Lavater studierte zunächst Chemie. Er wechselte dann zur Musik bei Friedrich Hegar in Zürich und Fritz Steinbach am Kölner Konservatorium.
Lavater leitete verschiedene Chöre in Zürich wie den Sängerverein Harmonie, den Studentengesangsverein und die Bachvereinigung. Er war Universitätsmusikdirektor und seit 1923 auch Direktor der Musikakademie Zürich. 1959 trat er als deren Direktor in den Ruhestand.
Lavater komponierte zahlreiche Instrumentalwerke, wie ein Klavierkonzert h-moll, ein Klavierquintett f-moll, eine Violinsonate cis-moll, ein Streichquartett g-moll. Ebenso schuf er Chorwerke wie Der Zauberturm und Bergpsalm sowie zahlreiche weitere Chöre sowie Lieder. Er bearbeitete Chorsätze von Orlando di Lasso, Tomás Luis de Victoria, Antonio Lotti, Casciolini und Alessandro Scarlatti.
1959 wurde Lavater die Hans-Georg-Nägeli-Medaille der Stadt Zürich verliehen. Er schrieb 1962 über Die Ausbildung des Berufsmusikers in der Schweiz.